# (6015) Paularego
(6015) Paularego est un astéroïde de la ceinture principale.

## Description
(6015) Paularego est un astéroïde de la ceinture principale. Il fut découvert le 7 août 1991 à l'observatoire Palomar par Henry E. Holt. Il présente une orbite caractérisée par un demi-grand axe de 2,44 UA, une excentricité de 0,14 et une inclinaison de 7,3° par rapport à l'écliptique.

## Compléments